# Herrie XXL
Herrie XXL of Herman den Blijker: Herrie XXL is een Nederlands televisieprogramma van RTL 4. De presentator is topkok Herman den Blijker.

## Format
Herman den Blijker helpt, samen met de zogenoemde experts Willem Reimers (personeel, organisatie en gastheerschap), Casper Reinders (concept en interieur) en Martin Ozinga (chef-kok, culinair expert) horecaondernemingen die het zwaar te verduren hebben. Met een beperkt budget dient het restaurant of café in een periode van 72 uur opgeknapt te worden. Elk restaurant krijgt drie verbeterpunten van Herman. Daarnaast mag elk restaurant kiezen uit een van de drie experts, die het restaurant gedurende één dag bij zal staan. Uiteindelijk maken, na de voorrondes, de overgebleven restaurants kans op de hoofdprijs van 25.000 euro.

## Productie
Het programma wordt geproduceerd door Palm Plus. Jeroen Kijk in de Vegte neemt de taak als voice-over op zich. Het programma is vergelijkbaar met het RTL 4-programma Mijn Tent is Top.

## Seizoen 1 (2011)
| Aflevering | Datum        | Kijkcijfers | Opmerking |
| ---------- | ------------ | ----------- | --- |
| 1          | 10 mei 2011  | 1.023.000   | Eerst voorronde. |
| 2          | 17 mei 2011  | 1.141.000   | Tweede voorronde. |
| 3          | 24 mei 2011  | 1.063.000   | Derde voorronde. |
| 4          | 31 mei 2011  | 1.251.000   | Vierde voorronde. |
| 5          | 7 juni 2011  | 996.000     | De restaurants krijgen een onaangekondigde chef-kok inspectie. Verder krijgen ze de opdracht de maximale omzet te halen in een enkele dag.                                                              |
| 6          | 14 juni 2011 | 1.142.000   | De restaurants krijgen de opdracht een menu te maken met 30 kilo vis. Verder krijgen ze een controle van de Nederlandse Voedsel- en Warenautoriteit. Alle restaurants zijn door naar de volgende ronde. |
| 7          | 21 juni 2011 | 1.022.000   | De heer Reimers komt langs bij de restaurants. Daarnaast krijgen ze te maken met lastige gasten (acteurs). Verder krijgen de restaurants voor vijftig personen barbecuevlees en een bus vol gasten.     |
| 8          | 28 juni 2011 | 1.040.000   | Finale. De restaurants moeten een commercial maken. Verder hoogte- en dieptepunten van het afgelopen seizoen. Uiteindelijk wordt de winner bekendgemaakt.                                               |

| Restaurant                                   | Week 1 | Week 2 | Week 3 | Week 4 | Week 5 | Week 6 | Week 7 | Week 8 |
| -------------------------------------------- | ------ | ------ | ------ | ------ | ------ | ------ | ------ | ------ |
| Uit de Kunst Eten & Drinken - Diepenheim     |        |        |        |        |        |        |        |        |
| De Hanzestadbrouwerij - Zutphen              |        |        |        |        |        |        |        |        |
| Herberg van Schoorl - Schoorl                |        |        |        |        |        |        |        |        |
| Grand Café Fossa - Amsterdam                 |        |        |        |        |        |        |        |        |
| Gusto's Schevelingen (later Isa's) - Helmond |        |        |        |        |        |        |        |        |
| Eetcafé De Vier Windstreken - Elst           |        |        |        |        |        |        |        |        |
| Restaurant Passie - Zoetermeer               |        |        |        |        |        |        |        |        |
| Grand Café De Jordaan - Almere               |        |        |        |        |        |        |        |        |

Legenda:
 Restaurant is afgevallen in deze week.
 Restaurant blijft deze week in de race.
 Restaurant is nog in de race, maar is in deze aflevering niet te zien (alleen van toepassing op voorrondes).

## Seizoen 2 (2012)
| Aflevering | Datum         | Kijkcijfers | Opmerking |
| ---------- | ------------- | ----------- | --- |
| 1          | 3 april 2012  | 619.000     | Eerst voorronde. |
| 2          | 10 april 2012 | 973.000     | Tweede voorronde. |
| 3          | 17 april 2012 | < 900.000   | Derde voorronde. |
| 4          | 24 april 2012 | < 980.000   | Vierde voorronde. |
| 5          | 1 mei 2012    | < 880.000   | Vijfde voorronde. |
| 6          | 8 mei 2012    | 912.000     | De vijf overgebleven restaurants krijgen onaangekondigd bezoek van een financieel expert, die de boekhouding van de restaurants controleert. Verder moeten de restaurants in een dag tijd zo veel mogelijk omzet behalen, op een zo creatief mogelijke manier. |
| 7          | 15 mei 2012   | < 880.000   | François Geurds, eigenaar van het Rotterdamse restaurant Ivy en in het bezit van een Michelinster, is undercover te gast bij de restaurants. Verder moeten de restaurants op een enkele avond zo veel mogelijk omzet behalen. Dit moeten ze doen met een 3-gangen diner van door Herman aangeleverde groenten, voornamelijk asperges. De groenten moeten op verschillende wijze bereid worden, en de gerechten moeten de ingediënten eer aan doen. |
| 8          | 22 mei 2012   | < 694.000   | De experts Meneer Reimers en Martin Ozinga komen onaangekondigd eten bij de restaurants en beoordelen daar zowel de bediening als het eten. Verder krijgen de vier overgebleven restaurants van Herman de opdracht zo veel mogelijk gasten naar hun restaurant te trekken. Dit restaurant is echter een pop-up restaurant in Amsterdam. Er komen honderd gasten, maar wie haalt er de meeste gasten binnen? Voor het menu moet gekozen worden uit diverse door Herman geselecteerde vissen, en er moet een gerecht bij zijn met kiwi's. |
| 9          | 29 mei 2012   | < 767.000   | Deze halve finale staat in het teken van vlees. De kandidaten van de drie overgebleven restaurants worden getest op hun vleeskennis. Verder krijgen de restaurants van Herman een menu voor een 7-gangen diner mee, dat ze nog diezelfde avond moeten verkopen. Ze moeten echter ook hun zaak vol zien te krijgen met gasten in de leeftijd 25-40 jaar. |
| 10         | 5 juni 2012   | 922.000     | Herman neemt de finalisten mee naar Duitsland voor de nodige ontspanning en een wijnproeverij. De restaurants blijven echter gewoon open, en krijgen bezoek van de Heer Reimers. Eenmaal terug in hun restaurant krijgen de finalisten hun laatste opdracht: laat gedurende de avond het totaalplaatje van je restaurant zien, door middel van een 5-gangen diner voor alle gasten, met minimaal een vleesgerecht, een visgerecht en een vegetarisch gerecht. Daarnaast moet elk gerecht gecombineerd worden met de juiste wijn, van het eerder bezochte Duitse wijnhuis. Herman en de drie experts komen langs om te zien hoe de finalisten de opdracht ten uitvoer hebben gebracht, en om te proeven. |

| Restaurant                                        | Week 1 | Week 2 | Week 3 | Week 4 | Week 5 | Week 6 | Week 7 | Week 8 | Week 9 | Week 10 |
| ------------------------------------------------- | ------ | ------ | ------ | ------ | ------ | ------ | ------ | ------ | ------ | ------- |
| Brasserie Bondstreet - Den Haag                   |        |        |        |        |        |        |        |        |        |         |
| Visrestaurant Weduwe van der Toorn - Scheveningen |        |        |        |        |        |        |        |        |        |         |
| Het Wapen van Tilburg - Tilburg                   |        |        |        |        |        |        |        |        |        |         |
| De Raadskelder - Roermond                         |        |        |        |        |        |        |        |        |        |         |
| Hotel-Restaurant Van Saaze - Kraggenburg          |        |        |        |        |        |        |        |        |        |         |
| De Linthorst - Havelte                            |        |        |        |        |        |        |        |        |        |         |
| Restaurant De Ommekeer (*) - Utrecht              |        |        |        |        |        |        |        |        |        |         |
| Restaurant Anthony’s - Deventer                   |        |        |        |        |        |        |        |        |        |         |
| De Verdraagzaamheid - Zaltbommel                  |        |        |        |        |        |        |        |        |        |         |
| 't Vossenhol - Naarden                            |        |        |        |        |        |        |        |        |        |         |

(*) Restaurant De Ommekeer uit Utrecht, te zien tijdens de vierde voorronde, is in de betreffende aflevering van naam veranderd, en heet nu Oud Utreg.
Legenda:
 Restaurant is afgevallen in deze week.
 Restaurant blijft deze week in de race.
 Restaurant is nog in de race, maar is in deze aflevering niet te zien (alleen van toepassing op voorrondes).